# Ентедебір
Ентедебі́р (Андебер, Андебет) — невеликий острів в Червоному морі в архіпелазі Дахлак, належить Еритреї, адміністративно відноситься до району Дахлак регіону Семіен-Кей-Бахрі.

## Географія
Розташований при вході до бухти Губбет-Мус-Нефіт острова Дахлак, біля західного узбережжя острова Нокра. Має неправильну форму, утворену 6 гострими півостровами. Максимальна довжина 2,5 км, ширина до 1,5 км. Окрім півдня облямований піщаними мілинами та кораловими рифами.